# Tobongjaya
Tobongjaya is een bestuurslaag in het regentschap Tasikmalaya van de provincie West-Java, Indonesië. Tobongjaya telt 3979 inwoners (volkstelling 2010).